# باب الغربة
باب الغَرَبة من أبواب دار الخلافة والذي كان موجوداً في بغداد، و الغَرَبَة هي نوع من أنواع الأشجار المورقة، والمستديمة الخضرة، وكانت هناك شجرة غَرَب ثابتة وموجودة قبالة هذا الباب، وهو أول باب من السور المحيط بحريم دار الخلافة، وعرف بها.
وموقع هذا الباب اليوم، في موضع يقال له المشرعة، أو شريعة المصبغة، وعندها يبدأ حريم دار الخلافة. وقرب هذا الباب، داخل الحريم كان هناك قصران هما، دار خاتون ودار السيدة، يعودان لإبنة الخليفة المقتدي، وقد شيد الخليفة المستنجد بالله، دار الرياحين محل تلكما الدارين، نسبة إلى سوق الرياحين، القريب من السور، وهذه الدار لها أربعة وجوه متقابلة، وسعة صحنها ستمائة ذراع.